# Balbins
Balbins ist eine Ortschaft und eine Commune déléguée in der französischen Gemeinde Ornacieux-Balbins mit 458 Einwohnern (Stand: 1. Januar 2022) im Département Isère in der Region Auvergne-Rhône-Alpes. Die Einwohner werden Balbinois genannt.
Die Gemeinde Balbins wurde am 1. Januar 2019 mit Ornacieux zur Commune nouvelle Ornacieux-Balbins zusammengeschlossen. Sie gehörte zum Arrondissement Vienne, zum Kanton Bièvre und zur Communauté de communes Bièvre Isère.

## Geografie
Balbins liegt etwa 29 Kilometer ostsüdöstlich von Vienne. Umgeben wurde die Gemeinde Balbins von den Nachbargemeinden Ornacieux im Norden, La Côte-Saint-André im Osten, Sardieu im Süden sowie Penol im Westen und Südwesten.

## Bevölkerungsentwicklung
| Jahr                       | 1962 | 1968 | 1975 | 1982 | 1990 | 1999 | 2006 | 2017 |
| Einwohner                  | 233  | 205  | 257  | 313  | 363  | 371  | 397  | 440  |
| Quellen: Cassini und INSEE |      |      |      |      |      |      |      |      |

## Sehenswürdigkeiten
- Kapelle Saint-Michel
- Turm La Buissonnière
- Burg Armanet, frühere Templerkommende, späterer Schlossumbau